# パンニング (音響)
パンニング（英: panning）とは、ステレオやサラウンドなどの多チャンネルオーディオにおいて、音像定位を（多くは水平方向に）変化させる表現、またはその機能。単にパンとも呼ぶ。パノラマ（英: panorama）に由来。
パンニングはチャンネル（スピーカー）間の音量差によって音像定位を表現する。ステレオフォニックでは、左右スピーカー間の空間に音像を定位させることができる。スピーカー間の実在しない空間に仮想音像を感じる現象をファントムと呼び、パンニングはこの現象を利用している。

## パンポット

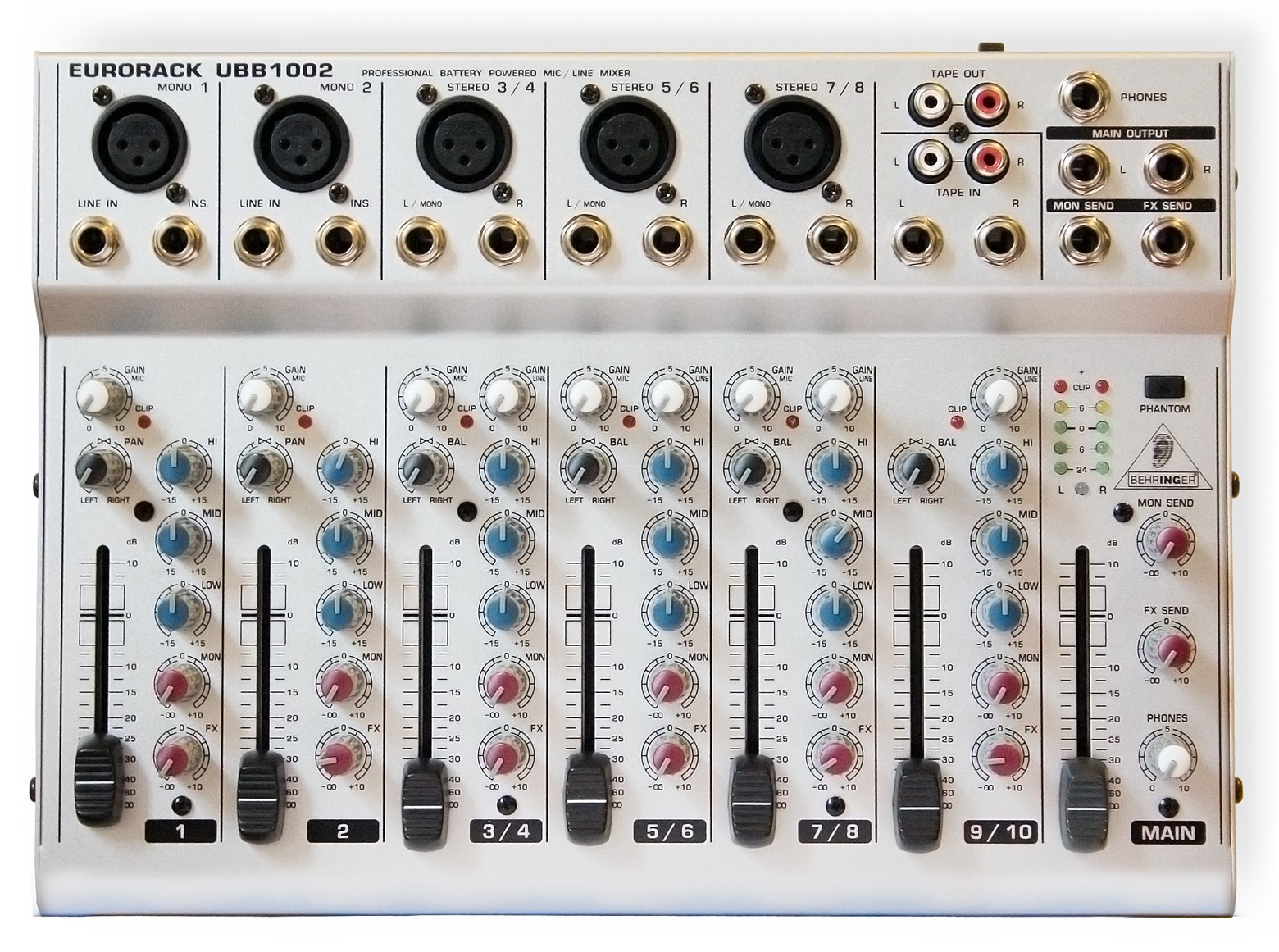
小型ミキサー外観。チャンネルフェーダーの上にある黒色ノブがパンポット（PAN）。ステレオ入力チャンネルではBAL（バランス）と表記されている。

多くのミキシング・コンソールには、パンニングの操作機能として、パンポット（英: pan pot; panoramic potentiometer）が備えられている。パンポットは多くのミキサーで回転ノブの形状をし、フェーダーと併せて配置される。
パンポットの名称は、アナログミキサーでポテンショメータ（ポット、可変抵抗器）が使用されることに由来する。古典的なアナログステレオミキサーのパンポットには、回転軸を共有する2基の対称な抵抗特性カーブを備えたポテンショメータが組み込まれ、軸の回転位置によって左右の音量差を変化させる。デジタルミキサーでは可変抵抗器は使われないが、デジタル信号処理で同様の音響処理をおこなう。
「パンポット」は慣習的な名称であり、より一般化してパンコントロール（英: pan control）、パンナー（英: panner）とも呼ばれる。

### パンロウ
パンポットの抵抗特性カーブにはいくつかの種類があり、この組み合わせの法則をパンロウ（英: pan law）と呼ぶ。
現代的なパンロウには主に線形特性、平方根カーブ特性、正弦波／余弦波ペアの特性がある。線形特性のパンロウには中央定位で約-6dB（1/2）の減衰があり、定位にかかわらず和信号レベルが一定な特徴がある。平方根カーブおよび正弦波／余弦波ペアのパンロウには中央定位で約-3dB（1/√2）の減衰があり、定位にかかわらず電力が一定な特徴がある。いずれも理論上一長一短の性質を持つが、-6dBタイプはモノラル互換性が高く放送に適し、-3dBタイプは他の一般用途に適するとされる。中庸をとって中央定位で-4.5dB減衰の特性を持つパンロウも存在する。

### バランスコントロール
狭義にはモノラル入力に定位を与える機能を「パンポット」と呼び、ステレオなど多チャンネル入力の定位を調整する機能はバランスコントロール（英: balance control）と呼ぶ。
通常のパンポットはミキサーの信号フローにおいて、モノラル入力を多チャンネルに分配して音量差を与える。一方、バランスコントロールは元のチャンネル構成のまま音量差を与える。つまりバランスコントロールは音量差を与えるのみで、左チャンネルのみに存在する音を右チャンネルに「持ってくる」ようなことはしない。
パンロウの点においても、抵抗特性カーブの中央以上を平坦化した特殊な線形特性が使われることがある。

## オートパン
自動的に繰り返し左右にパンニングする音響効果をオートパンと呼ぶ。音像定位がめまぐるしくあるいはゆっくり左右に振れ、ヘッドフォンでは頭の周りを回転するような強い効果が得られる。専用のエフェクターのほか、ミキシング・コンソールのオートメーションなどで用いられる効果。
ロータリースピーカーと類似した音響効果が得られるが、ドップラー効果などの複雑な効果は伴わない。